# Frans Rigter
Frans Roelof Hendrik Rigter (Amsterdam 27 juli 1870 - Hilversum, 27 februari 1939) was een Nederlands bas, (koor-)dirigent en zakelijk directeur. Hij was getrouwd met pianiste Betsy Mendes.

## Frans Rigter
Hij was zoon van melkverkopers Frans Roelof Rigter en Alida Catharina Gausmann. Hijzelf trouwde in 1916 met Abgiaël (Betsy) Mendes. Het echtpaar woonde met kinderen enige jaren aan de Kerklaan 97 in Heemstede (Noord-Holland), voordat het naar Hilversum vertrok.
Zijn naam duikt voor het eerste op in 1900, wanneer hij "Liedertafel Apollo" leidt tijdens een kerstconcert in het Gebouw voor den Werkenden Stand in Amsterdam. Twee solisten uit die tijd, Julia Culp en Frans Phlippeau waren toen al bekende zangers. Rigter was toen tweede dirigent van het koor van de Werkenden Stand. Vermoedelijk was hij al eerder actief. In 1902 probeerde hij het mannenkoor J.P. Sweelink in De Pijp uit te breiden tot een gemengd koor. Hij gaf les aan de Nationale Zangschool en Zangvereniging. Hij leidde koren in uitvoeringen. Zo stond hij in 1913 voor genoemd koor en het orkest van de "Nieuwe Toonkunstenaars Vereeniging" in Lauda Sion van Felix Mendelssohn-Bartholdy in de Ronde Lutherse Kerk in Amsterdam; Louis van Tulder, die in zijn dubbelkwartet zong was één van de solisten. In datzelfde jaar was hij koorrepetitor van diverse Amsterdam koren in een uitvoering van het Messa da Requièm van Giuseppe Verdi ter gelegenheid van diens 100ste geboortedag.
Een jaar later stonden Rigter en Van Tulder samen op het podium van het Concertgebouw in een uitvoering van het Die Jahreszeiten van Joseph Haydn; koor van dienst was "Kunst door Oefening". In 1918 traden Louis van Tulder, Hendrik Koning, Betsy Rigter-Mendes en haar man en klein koor "Excelsior" op in het Concertgebouw. In 1929 was hij als opvolger van Otto de Nobel vijftien jaar dirigent bij het oratoriumvereniging "Stem des Volks" (1914-1929). Vlak daarna moest hij die functie overigens neerleggen vanwege een slippartij met een auto in de omgeving van Abcoude (de auto raakte te water). Di Moorlag en Hendrik Koning raakten bij dat ongeluk lichtgewond. Antoon Krelage volgde hem op. Door de jaren heen zou Rigter binnen Nederland leiding geven aan allerlei koren, waarmee hij hoogstaande uitvoeringen haalde. Hij was dan keer op keer van naam bekende solisten te strikken, zoals G.M. Berendsen.
In 1937 vierde hij zijn 25-jarig jubileum als koordirigent te Amsterdam.
Rigter was van beroep werkzaam bij de firma verzekeringsbedrijf "Merrem & La Porte Assurantiën". Hij klom erop van jongste bediende via procuratiehouder tot directeur
Hij overleed ten gevolge van een verkeersongeluk in Hilversum; hij was 68 jaar oud toen hij tegen een boom reed. Rigter werd begraven op de Noorderbegraafplaats in Hilversum.  Zo bekend als deze dirigent in zijn tijd was, zo snel was hij ook weer vergeten. Zijn naam duikt na zijn dood eigenlijk alleen op bij jubilea van "De Stem des Volks".

## Betsy Mendes
Betsy Mendes (1890-1962) was pianiste en stond haar man bij diverse concerten bij. Ze was kort leidster van het kinderkoor van zangvereniging "Polyhymnia" Heemstede (1928), dat ze in de jaren twintig begeleidde. Later volgde "De Kleine stem"/"De Jonge Stem", de jeugdafdeling van "De Stem des Volks" en ze kon daarvan het tienjarig bestaan vieren in het Concertgebouw. Het koor was ook wel op de radio te horen. Later leidde ze een kinderkoor in Het Gooi. In het seizoen 1911/1912 komt haar naam voor in een advertentie voor C. Bechstein Pianofortefabrik AG. In diezelfde advertentie worden namen genoemd van Willem Andriessen, Evert Cornelis Julia Culp, Willem Mengelberg, Hendrik C. van Oort, Julius Röntgen en  Jeannette Walen. Tijdens haar verblijf in Nederlands-Indië werd ze door de Japanse bezetter geïnterneerd in ADEK. Ze was dochter van bioscoopdirecteur Abraham Mendes en Cornelia Evers.